# Karoshi

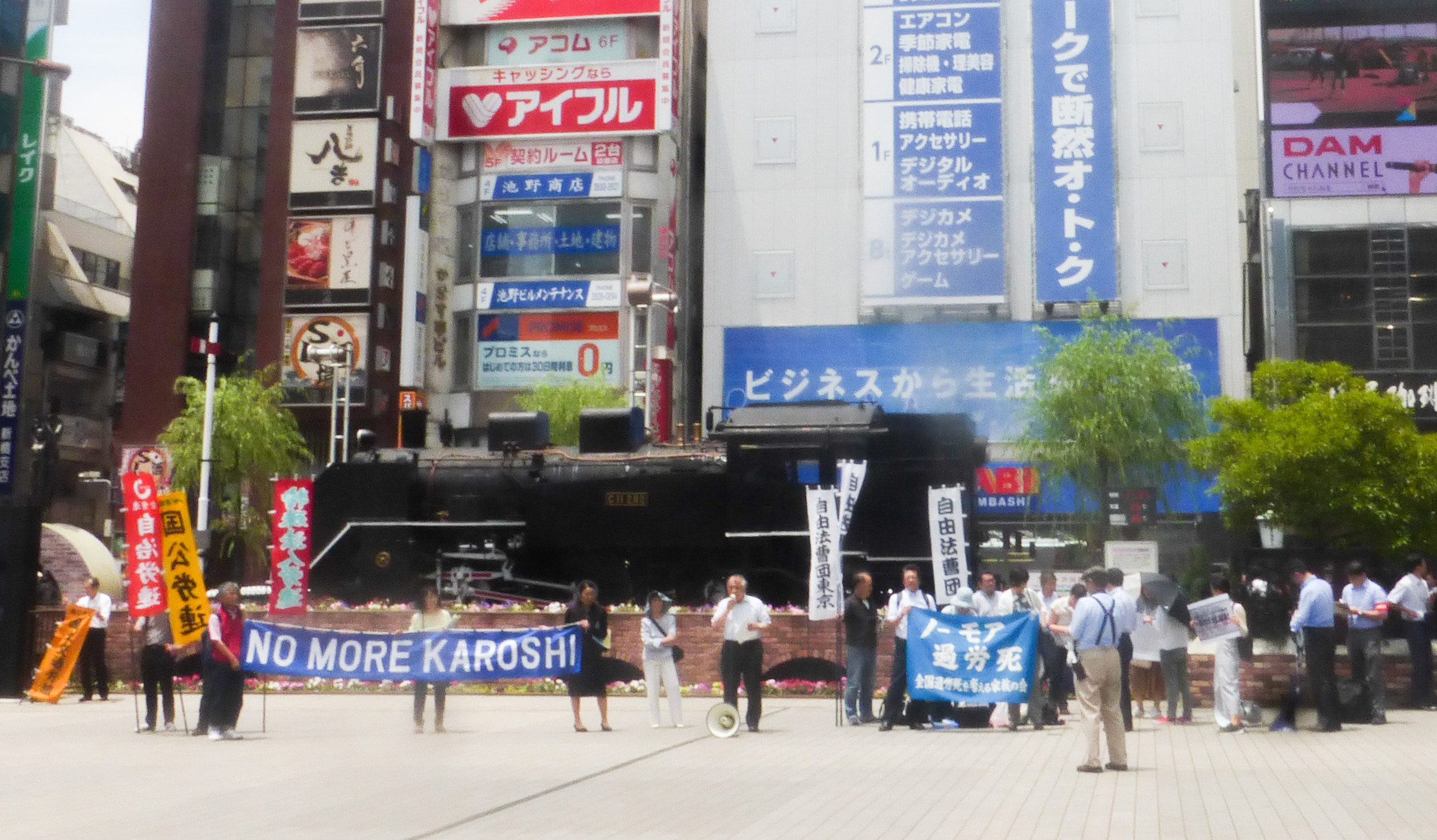
Människor som protesterar mot situationen med karoshi 2018.

Karoshi (過労死, Karōshi), vilket betyder ungefär "död av överansträngning", är ursprungligen en japansk term som har att göra med ett allt vanligare fenomen gällande plötslig död på grund av arbete. De mest vanliga medicinska diagnoserna är hjärtattacker eller stroke på grund av stress och svältföda, men även epileptiska anfall förekommer. Psykisk stress på grund av arbete kan också orsaka karoshi genom självmord. Människor som begår självmord på grund av arbete kallas karōjisatsu (過労自殺). Fenomenet finns inte bara i Japan, utan existerar även i andra delar av Asien och i västvärlden. Antalet fall enligt karoshistatistiken har ökat kontinuerligt sedan 1980-talet, när fenomenet först uppmärksammades, men exakta siffrorna är okända till följd av att (japanska) myndigheter förmodas frisera siffrorna.

## I västvärlden
Västvärlden inklusive Sverige, har i mångt och mycket kommit att ta sig för den ursprungligen japanska termen, i kontrast till den sydkoreanska motsvarande begreppet (과로사, kwarosa).
Ordet karoshi är belagt i svensk tidningstext sedan 1989. Ibland kallas fenomenet också "Salaryman Sudden Death Syndrome" ungefär: "Plötsligt-lönearbetar-dödssyndrom".

## I Japan
Ett exempel på ett typiskt Karoshifall är en ung man vid namn Joey Tocnang som dog efter att han arbetat 122.5 timmar övertid i månaden. Ett annat typiskt fall är en journalist som dog medan hon pratade i telefon, på grund av att hon arbetat 159 timmar övertid.

## I Sydkorea
Kwarosa (과로사, kwarosa), vilket betyder ungefär "död av hårt kneg", är en koreansk term vilken beskriver död till följd av arbete. Psykisk stress av arbete kan också orsaka kwarosa genom självmord. De mest vanliga medicinska verkningsmekanismerna är hjärtattacker eller stroke på grund av stress och svältföda.